# Рой, Ричард
Ричард Рой (род. 10 октября 1987 года, Тринидад и Тобаго) — тринидадский футболист, нападающий. Игрок сборной Тринидада и Тобаго.

## Карьера
Воспитанник клуба «Дефенс Форс». Вместе с этой командой он дважды становился чемпионом Тринидада и Тобаго. В сезоне 2011/12 Рой стал лучшим футболистом лиги. В 2016 году нападающий переехал в Шотландию. Он провел один сезон в коллективе Премьершипа «Гамильтон Академикал». Однако за команду форвард провел только одну игру в чемпионате против «Килмарнока», в котором его команда потерпела домашнее поражение со счетом 1:2. В игре тринидадец вышел на замену на 84-й минуте . По итогам сезона «Гамильтон Академикал» покинул элиту и Рой ушел из команды. Тринидадец ушел в клуб низшего дивизиона «Бротти Атлетик». Последним коллективом в карьере форварда стала «Нерока» из Индии.
В разное время Рой провел за сборную Тринидада и Тобаго шесть игр, в которых забил один гол.

## Достижения

### Командные
- Чемпион Тринидада и Тобаго (2): 2010/11, 2011/12

### Личные
- Лучший футболист Тринидада и Тобаго (1): 2011/12.